# Сборная Канады по пляжному футболу
Сборная Канады по пляжному футболу — национальная команда, которая представляет Канаду на международных состязаниях по пляжному футболу. Управляется Канадской футбольной ассоциацией. Сборная Канады выходила трижды в четвертьфинал чемпионатов мира в 1996, 1999 и 2006 годах; в 2006 году завоёвывала серебро чемпионата КОНКАКАФ. Также она в 2003 году заняла 4-е место на Латинском кубке, а в 1996 году выиграла бронзу на Кубке Америки.

## Текущий состав
Состав перед квалификацией чемпионата мира по пляжному футболу в зоне КОНКАКАФ (и чемпионатом Северной Америки), объявленный 13 февраля 2017 года.
Примечание: Флаги указываются, так как игрок может иметь более одного гражданства по правилам ФИФА.
| № |        | Позиция | Игрок            |
| - | ------ | ------- | ---------------- |
| 1 | Канада | Вр      | Венсан Курнуайе  |
| 3 | Канада | Защ     | Даниэль Шамаль   |
| 3 | Канада | ПЗ      | Джейкоб Орельяна |
| 4 | Канада | Защ     | Эдриан Канн      |
| 6 | Канада | Защ     | Иан Беннетт      |
| 7 | Канада | Защ     | Милош Шчепанович |

| №  |        | Позиция | Игрок            |
| -- | ------ | ------- | ---------------- |
| 8  | Канада | ПЗ      | Назим Бельгендуз |
| 9  | Канада | Нап     | Данило Пессоа    |
| 13 | Канада | ПЗ      | Марк Янкович     |
| 14 | Канада | Нап     | Робер Рено       |
| 18 | Канада | Вр      | Энтони Алвес     |